# 卡勒昆 (紐約州)
卡勒昆（英語：Callicoon）是一個位於美國紐約州沙利文縣的鎮。

## 人口
根據2020年美國人口普查的數據，卡勒昆的面積為126.77平方千米，當中陸地面積為125.89平方千米，而水域面積為0.88平方千米。當地共有人口2989人，而人口密度為每平方千米24人。